# Reformierte Kirche (Jemgum)

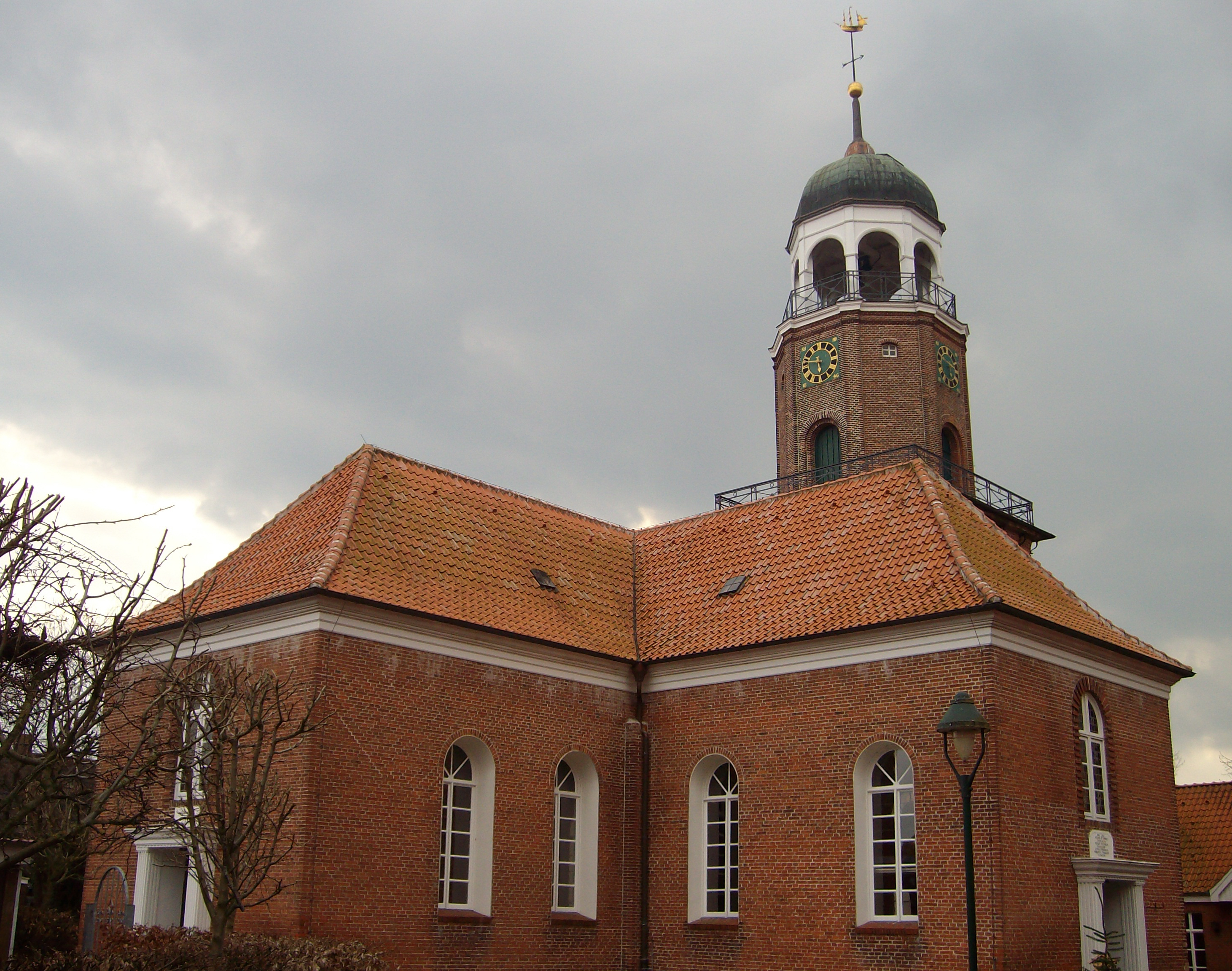
Reformierte Kirche in Jemgum von Nordosten

Die Reformierte Kirche in Jemgum im Rheiderland, im südwestlichen Ostfriesland, steht vermutlich an der Stelle der Kapelle des Johanniterklosters aus hochmittelalterlicher Zeit, wurde aber im Laufe der Jahrhunderte mehrmals von Grund auf neu gebaut.

## Geschichte und Architektur

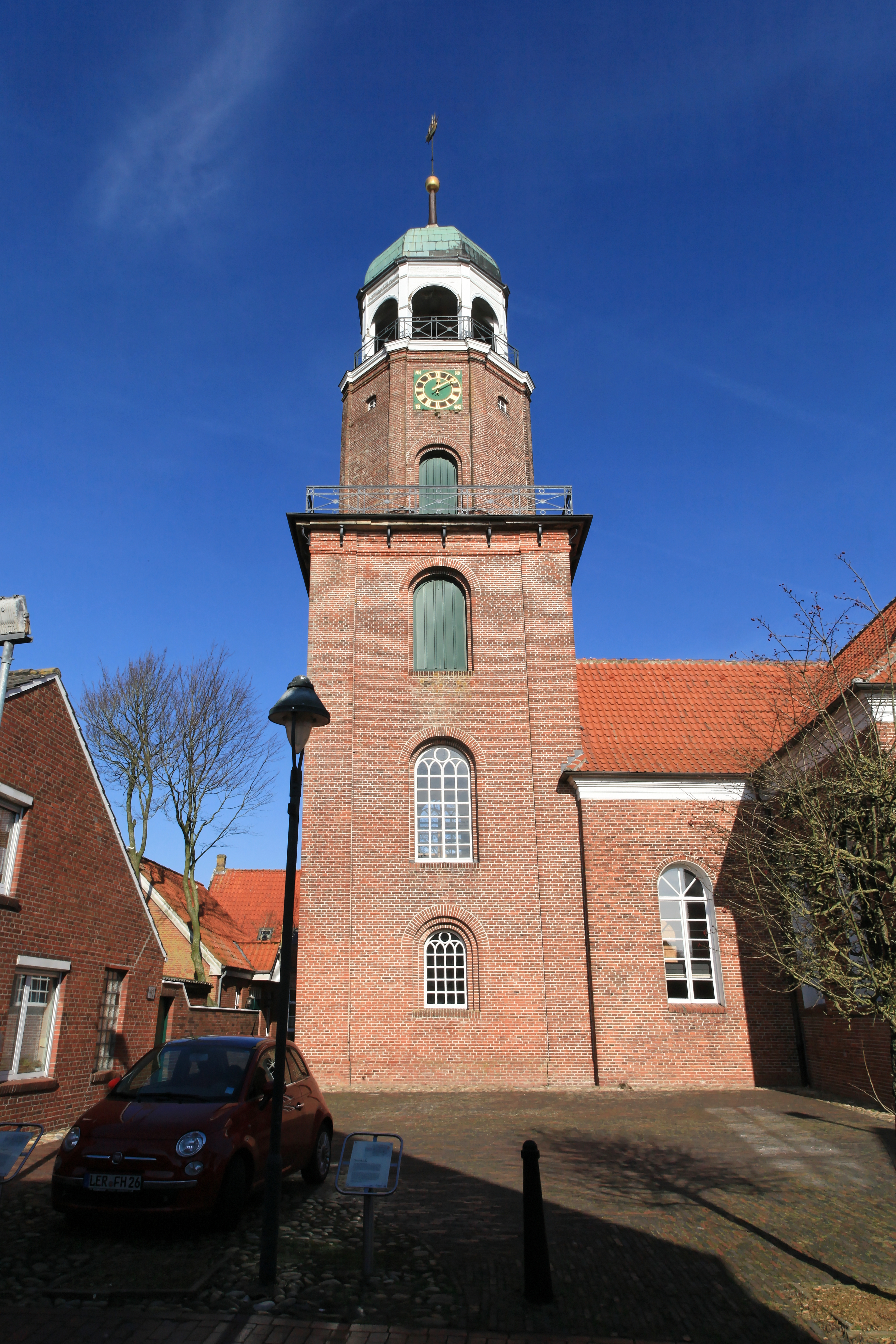
Jemgumer Kirchturm (1846) in Gestalt eines Leuchtturms

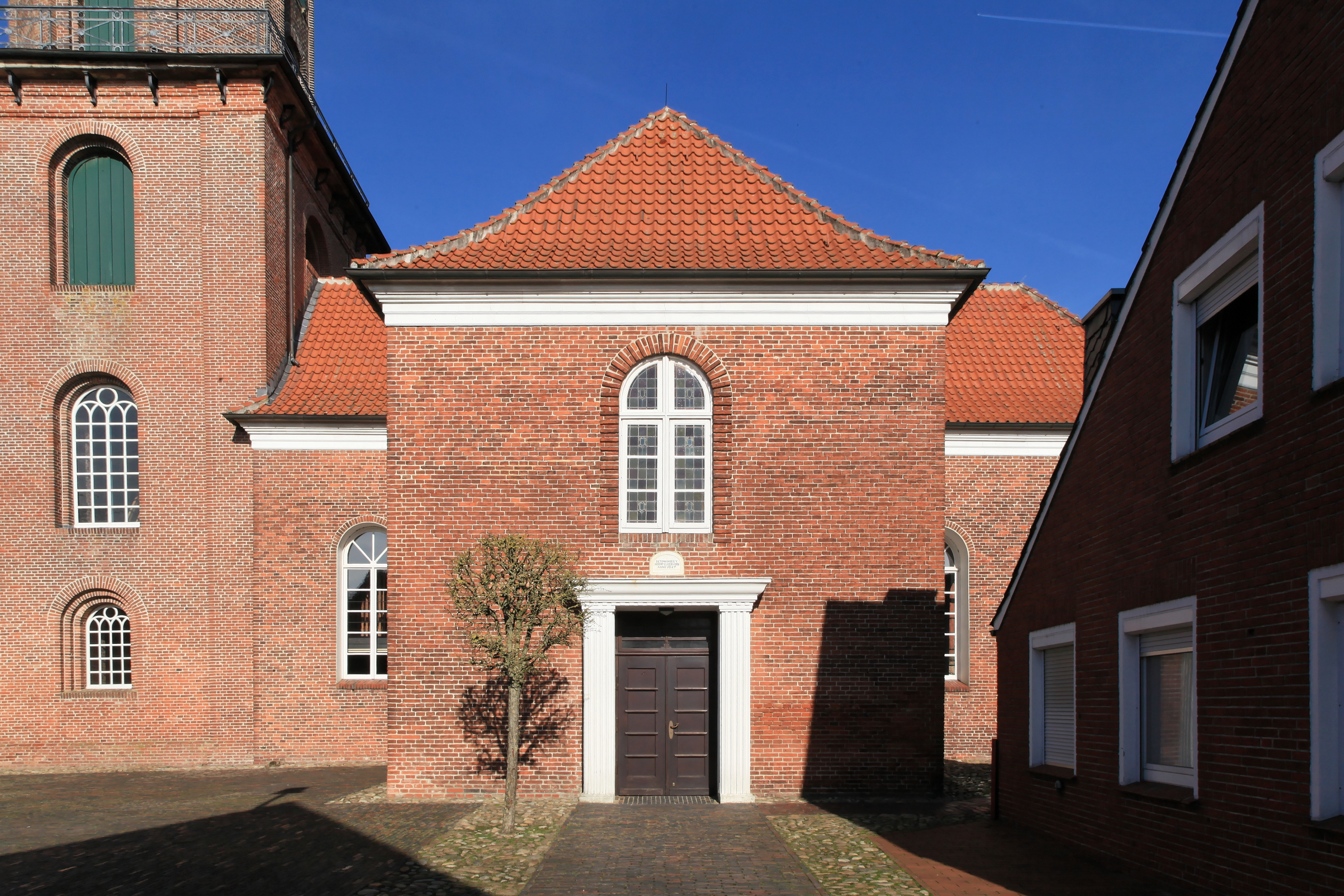
Südflügel von 1661

Im Mittelalter besaß das Dorf Jemgum drei Kirchen: eine große Klosterkirche St. Johannes des Johanniterordens aus der Mitte des 13. Jahrhunderts, deren Lokalisierung unklar ist, die Sixtuskirche und eine Klosterkapelle, die in die heutige Kirche umgebaut wurde.
Die ehemalige Hauptkirche St. Sixtus stand auf dem heutigen Friedhof am westlichen Ortsrand und hatte den hl. Sixtus als Schutzpatron. Wahrscheinlich stammte sie aus dem 13. Jahrhundert und war stark befestigt. Bezeugt ist, dass die älteste Jemgumer Glocke 1368 gegossen wurde. Nach der Schlacht von Jemgum (1533) wurde diese Kirche 1534 auf Befehl von Graf Enno II. zerstört, um Feinden keine Zufluchtsmöglichkeit zu bieten.
Die frühe Vorgeschichte der heutigen Kirche im Osten Jemgums ist nicht völlig geklärt. Sie geht wahrscheinlich auf eine kleine Klosterkapelle („parva ecclesia“) aus dem 14. Jahrhundert zurück, die in vorreformatorischer Zeit den Johannitern gehörte, 1401 jedoch der Kirchengemeinde als Pfarrkirche übergeben wurde. Im Mittelalter gehörte sie zur Propstei Hatzum im Bistum Münster und war anscheinend dem hl. Veit geweiht. In der Reformationszeit wechselte die Kirchengemeinde zum reformierten Bekenntnis über. Ein Turm wurde 1555 gebaut. In den Folgejahren soll die Kirche mit Steinen der Kommende Muhde neu errichtet worden sein. Durch den Anbau von Südflügel (1661) und Nordflügel (1769) erhielt die Kirche ihre charakteristische kreuzförmige Gestalt.
Der erste Turm musste 1816 wegen Baufälligkeit abgerissen werden und wurde 1846 von Marten Bruns Schmidt (Ditzum) durch den heutigen Westturm ersetzt. Von der äußeren Form her ähnelt er einem Leuchtturm und ist darin den Türmen der Ditzumer Kirche und der Großen Kirche in Leer vergleichbar. Mit seiner offenen Laterne, dem Kupferdach und dem Segelschiff als Wetterfahne ist der Kirchturm das Wahrzeichen Jemgums. 1847 wurde die Kirche völlig neu errichtet. Am 2. August wurden die Mauern abgetragen und am 11. August begann der Wiederaufbau der Kirche, die am 7. Oktober 1847 eingeweiht werden konnte. Am 31. Januar 1930 brannte die Kirche bis auf die Grundmauern ab, noch im selben Jahr wurde sie nach Plänen des Auricher Architekten Ludwig Deichgräber im Stil des Art déco neu gebaut. Am 14. Dezember 1930 wurde die Kirche wieder in Gebrauch genommen. Dabei verzichtete man auf die bisherige Konstruktion mit einem Tonnengewölbe und entschied sich für eine waagerechte Holzbalkendecke. Erhalten blieb nur der Turm mit seinen drei Stahlglocken.

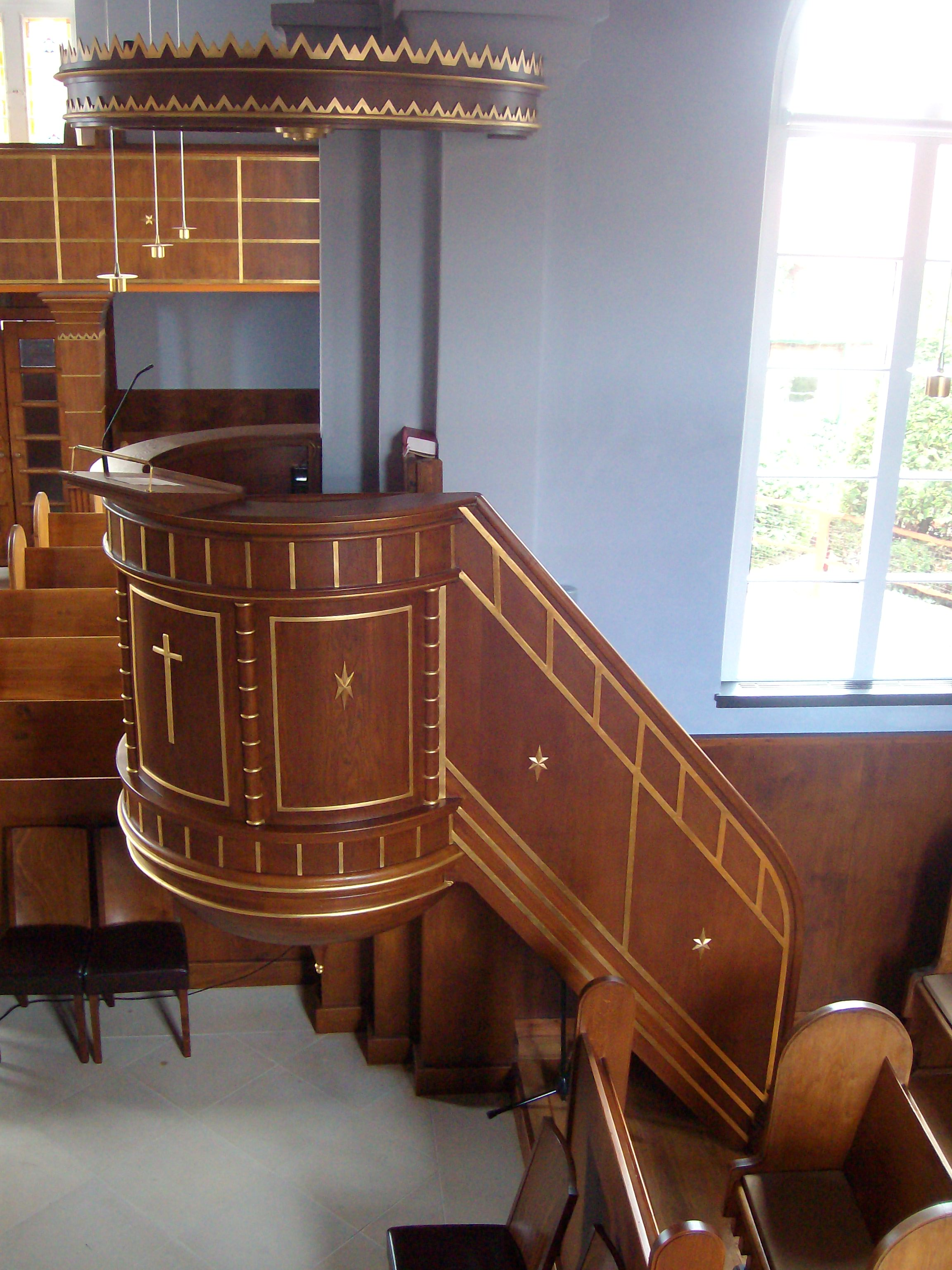
Renovierte Kanzel mit rekonstruiertem Schalldeckel

Als in der Nacht vom 11. auf den 12. Mai 2004 die Kirche abermals abbrannte, stürzten das Walmdach und die Decke ein, wodurch die Orgel und die Orgelempore komplett zerstört wurden. Von der Kanzel aus der Werkstatt des Zimmermannes Heinrich Wendt wurde nur der Schalldeckel soweit zerstört, dass er nicht wieder zu gebrauchen war. Die Kanzel selbst wurde nach dem Brand ausgebaut und renoviert und mit einem originalgetreuen Nachbau des Schalldeckels wieder in die Kirche eingebaut. Das mobile Inventar wie Abendmahlstisch, Liedertafeln, Bänke und Innentüren sowie die Lampen und die Gedenktafel mit den Namen der Gefallenen aus dem Krieg 1870/71 waren wegen einer bevorstehenden Renovierung ausgelagert und wurden deshalb durch den Brand nicht in Mitleidenschaft gezogen. Die Treppe, die im Innenraum der Kirche zum Orgelboden führte, war ebenfalls verbrannt und wurde nicht wieder eingebaut. Der Orgelboden ist wie bereits vor 1930 durch einen Zugang durch den Turm erreichbar. Durch den Einsatz der Freiwilligen Feuerwehr konnte der Turm gerettet werden. Die Wiederherstellung des Gebäudes erfolgte von August 2004 bis Dezember 2005 weitgehend im Stil von 1930. Im Jahr 2009 wurde das marode Ständerwerk der Laterne, das aus Pitchpineholz bestand, ausgebaut und durch verzinkte Stahlstützen mit Kupferblechverkleidung ersetzt.

## Ausstattung

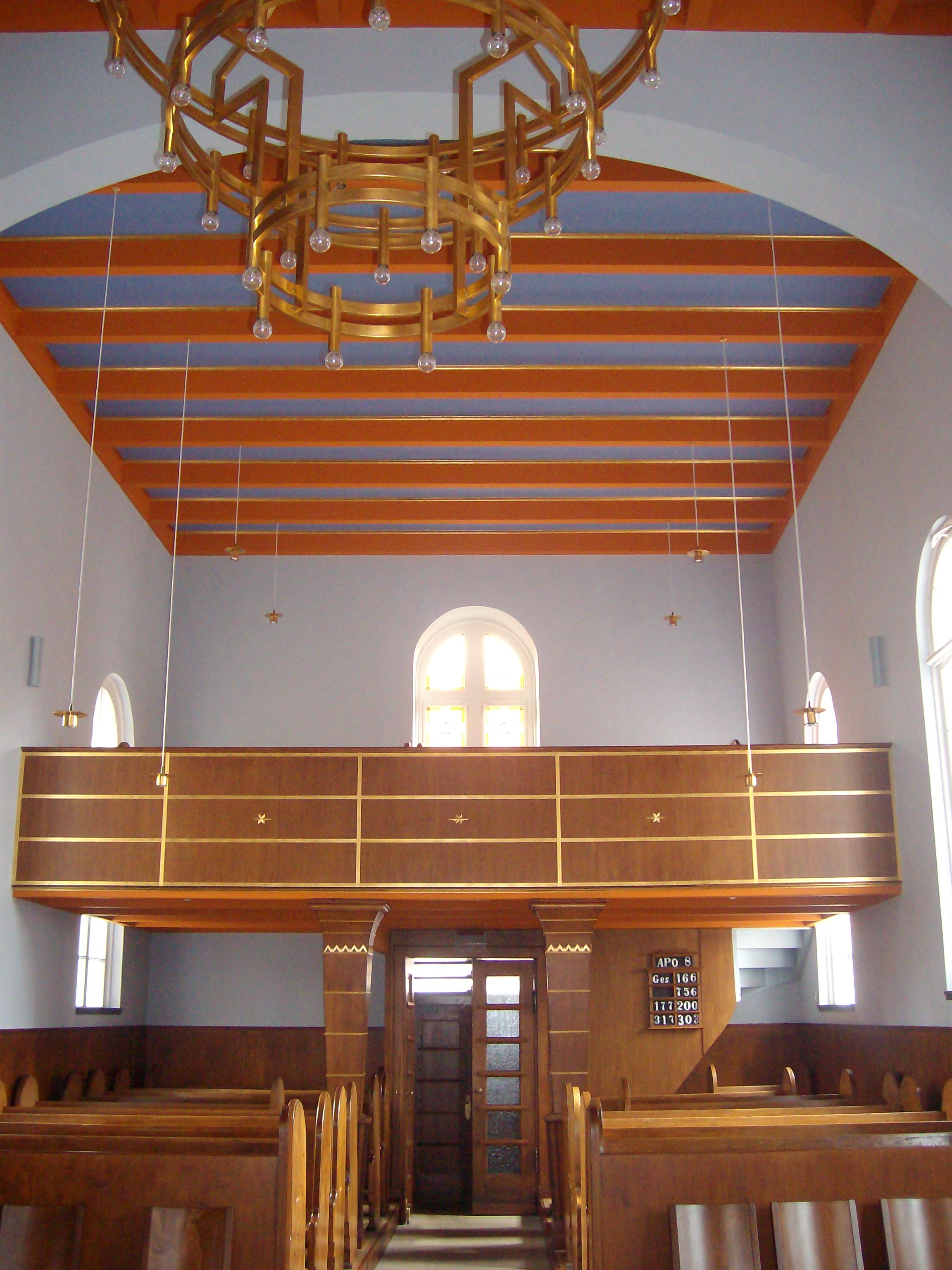
Ostflügel

Die Inneneinrichtung, die durch die Farben Blau, Rot, Braun und Gold beherrscht wird, ist im Stil des Expressionismus gestaltet und lehnt sich an den Zustand von 1930 an. Eine flache Balkendecke schließt den Innenraum ab.
Der hölzerne runde Kanzelkorb wurde von Johannes Baartz sen. erbaut, der als Wandergeselle bei dem Zimmermann Heinrich Wendt arbeitete, und hat ebenso wie der Abendmahlstisch, die Nord-Süd- und Ost-Emporen und die Kirchenbänke den Brand vom Mai 2004 überstanden. Baartz rekonstruierte den runden Schalldeckel. Zum sakralen Gerät gehören ein Brotteller (1743) von Meister Claes Jacoby (Emden) und eine Kanne (1834).

## Orgel

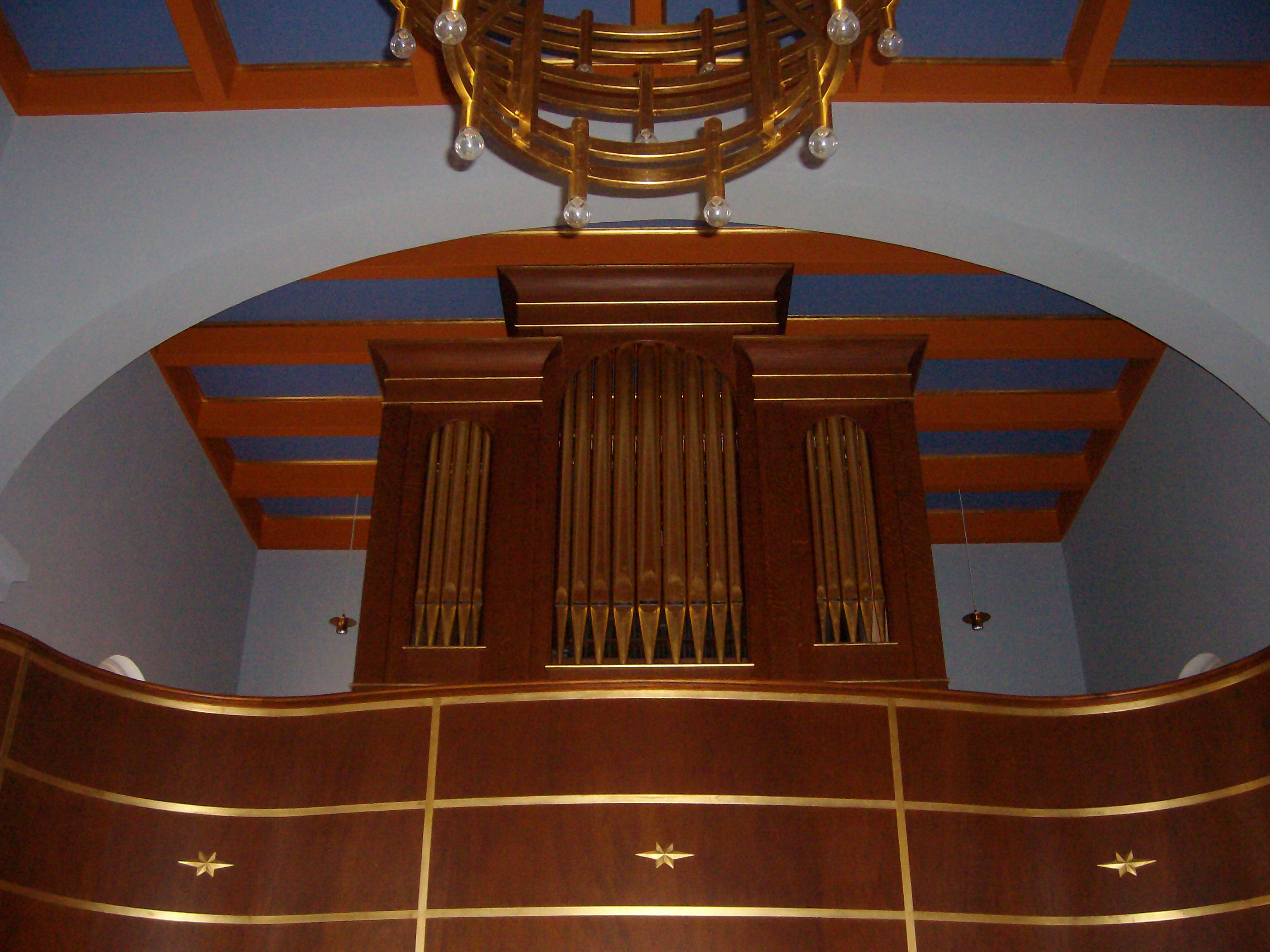
Englische Orgel

Die erste Orgel wurde 1864 bis 1866 von Brond de Grave Winter erbaut, brannte 1930 aber ab und wurde 1972 durch ein Instrument von Klaus Becker ersetzt, das ebenfalls infolge eines Brandes 2004 zerstört wurde. Die heutige Orgel baute Joseph William Walker 1844. Sie wurde 2007 von der niederländischen Orgelwerkstatt F. R. Feenstra restauriert und rekonstruiert. Durch die Jemgumer Orgel wird die Orgellandschaft Ostfriesland durch ein englisches Instrument bereichert. Es verfügt über 19 Register auf zwei Manualen und Pedal und weist folgende Disposition auf:
| I Great GG–f3         |       |
| Open Diapason         | 8′    |
| Stopt Diapason Bass   | 8′    |
| Stopt Diapason Treble | 8′    |
| Dulciana              | 8′    |
| Principal             | 4′    |
| Flute                 | 4′    |
| Twelfth               | 2 ⁄3′ |
| Fifteenth             | 2′    |
| Sesquialtra II–III    |       |
| Trumpet               | 8′    |
| Tremulant             |       |

| II Swell GG–f3         |     |
| Double Diapason (ab c) | 16′ |
| Open Diapason          | 8′  |
| Stopt Diapason         | 8′  |
| Principal              | 4′  |
| Sesquialtra II–III     |     |
| Trumpet                | 8′  |
| Oboe                   | 8′  |

| Pedal C–e1    |     |
| Pedal Open    | 16′ |
| Trombone      | 16′ |
| Open Diapason | 8′  |

- Koppeln: I/II, I/P, II/P

Anmerkungen
1. 1 2 3  Aus Restbeständen einer anderen Orgel.
2. ↑  Noch vakant.